# Уваров, Александр Николаевич
Александр Николаевич Уваров (7 марта 1922, Одоев — 24 декабря 1994, Москва, Москва, Россия) — советский хоккеист. Заслуженный мастер спорта СССР (1954).

## Биография
Выступал за «Динамо» (Москва) (1948—1960), «Металлист» (Казань) (1961—1962, играющий тренер). В 1953—1957 годах входил в состав сборной команды СССР.
Главный тренер команд «Металлист» (Казань) — 1961—1964 (2-я, 1-я группы чемпионата РСФСР) и «Труд» (Подольск) — 1964—1966 (1-я группа чемпионата РСФСР, класс «Б» чемпионата СССР).

## Достижения
- Чемпион Олимпийских игр 1956.
- Чемпион мира 1954, 1956. Серебряный призёр ЧМ 1955, 1957. На ЧМ и ЗОИ — 27 матчей, забросил 8 шайб.
- Чемпион СССР 1954. В чемпионатах СССР сыграл 259 матчей, забросил 202 шайбы.
- Обладатель Кубка СССР 1948.
- Избран в Зал Славы отечественного хоккея (2004).

## Награды
- Медаль «За трудовую доблесть» (27.04.1957) — «за успехи, достигнутые в деле развития массового физкультурного движения в стране, повышения мастерства советских спортсменов, и успешное выступление на международных соревнованиях»